# Al-Mahbas
Al-Mahbas (ar. المحبس, hiszp. Mahbés, fr. Al Mahbas) – miejscowość w północno-zachodniej części nieuznawanego państwa Sahara Zachodnia, w pobliżu granicy z Marokiem i Algierią. Al-Mahbas jest kontrolowane przez Maroko i jest częścią regionu Al-Ujun-As-Sakija al-Hamra.